# Филиппович, Константин Михайлович
Константин Михайлович Филиппович (Филипович, ум. 1878) — российский медик, военврач на Русском Императорском флоте, доктор медицины, статский советник.

## Биография
Об его детстве информации практически не сохранилось, да и прочие биографические сведения о нём очень скудны и отрывочны; известно лишь, что Константин Михайлович Филиппович учился в Императорском Казанском университете и по окончании курса со степенью лекаря, он в 1853 году поступил на службу в 44-й флотский экипаж и с ним, в ходе Крымской войны, участвовал во взятии турецкого военного судна «Меджидие».
В 1856 году Константин Михайлович Филиппович был переведен в 33-й флотский экипаж; два года спустя, защитив диссертацию на тему «De cerebri hemisphaeriorum functionibus», был удостоен Императорским Московским университетом степени доктора медицины и в том же 1858 году назначен младшим врачом 5-го ластового экипажа, после расформирования которого в 1859 году, был переведен в 41-й флотский экипаж.
В 1860 году К. М. Филиппович был командирован на два года за границу «для усовершенствования в науках». Там Филиппович написал «Краткий обзор учения о накожных болезнях по системе профессора Гебры», напечатанный вместе с полугодовым отчетом о заграничном путешествии в «Медицинском прибавлении к „Морскому Сборнику“» за 1862 год. 
Возвратившись в Россию, он был назначен в 1863 году сперва исполняющим должность главного доктора, а затем, в 1867 году, старшим ординатором Николаевского морского госпиталя в Кронштадте. Филиппович участвовал в качестве военного врача войне Черногории с Турцией. 
Из статей Филиппович, кроме перечисленных выше, наиболее известны следующие: «Извлечение из отчетов о заграничном путешествии в 1861—1862 г.» («Медицинское прибавление к „Морскому Сборнику“» за 1863 год), «Полное выздоровление от бреда пьяниц, при употреблении водного хлорала» («Современная медицина» за 1871 год) и «Медицинский отчет заграничного плавания на пароходе „Чихачев“» («Медицинское прибавление к „Морскому Сборнику“» за 1876 год).
За время службы Филиппович был последовательно произведён в чины коллежского асессора (9 декабря 1856), надворного советника (25 октября 1863), коллежского советника (25 октября 1867), статского советника (25 октября 1871), и награждён орденами Святого Станислава 3-й степени (1856), Святой Анны 3-й степени (1862) и Святого Станислава 2-й степени (1865), а также имел бронзовую медаль «В память войны 1853—1856».
Константин Михайлович Филиппович скончался 11 июля 1878 года.